# 베일리 (가수)
베일리(본명: 베일리 드류 석, 2004년 2월 24일 ~ )는 한국계 미국인의 댄서이다, 혼성 그룹 ALLDAY PROJECT의 멤버이다.